# Прогресс М-03М
Прогресс М-03М — транспортный грузовой космический корабль (ТГК) серии «Прогресс», запущенный к Международной космической станции. 35-й российский корабль снабжения МКС. Серийный номер 403.

## Цель полёта
Доставка на МКС топлива, продуктов, воды и других расходуемых материалов, необходимых для эксплуатации станции в пилотируемом режиме.

## Хроника полёта
- 15.10.2009, в 04:14:37 (MSK), (01:14:37 UTC) — запуск с космодрома Байконур[3];
- 18.10.2009, в 04:40:39 (MSK), (01:40:39 UTC) — осуществлена стыковка с МКС к стыковочному узлу отсека «Пирс». Процесс сближения и стыковки проводился в автоматическом режиме;
- 22.04.2010, в 19:32:31 (MSK), (16:32:31 UTC) — ТГК отстыковался от орбитальной станции и отправился в автономный полёт.

## Научная работа
ТГК «Прогресс М-03М», на пять дней превратился в объект научного эксперимента «Радар-Прогресс». Его целью является изучение изменения различных характеристик ионосферы (в частности, плотности, температуры, ионного состава локальных неоднородностей) при работе жидкостных ракетных двигателей космических аппаратов. В ходе проведения опыта ТГК ежедневно совершал по одному манёвру небольшой длительности с включением двигателей. Специалисты следили за возникающими изменениями, используя радар не когерентного рассеяния института солнечно-земной физики Сибирского отделения РАН. Эксперимент «Радар-Прогресс» проводился в первый раз.